# Lubbenes

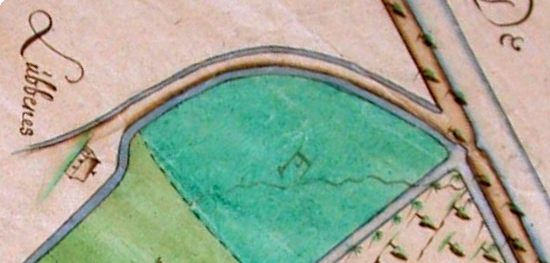
Kaartfragment (300x150 m) uit 1694 met rechts de Croeselaan. Noorden bovenaan.

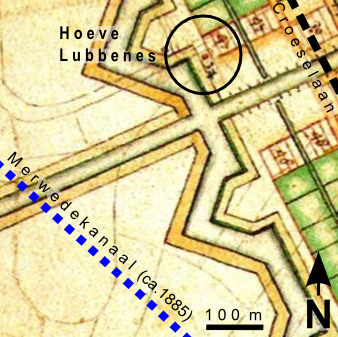
Kaartfragment uit 1664.

Lubbenes was een 17e-eeuwse hofstede nabij de Croeselaan te Utrecht. De hoeve stond in later jaren bekend onder de naam Rustpunt.
De hoeve lag zo'n 200 meter ten westen van de Croeselaan, ter hoogte van het huidige Veemarktplein (Jaarbeurs). In 1928 werd de boerderij afgebroken om de Veemarkthal te kunnen aanleggen.
In de eerste helft van de 19e eeuw waren boerderij en omliggende weilanden eigendom van landbouwer Jan Oostveen (1779-1852).

## Oude Rijnloop
Het woord 'nes' in Lubbenes verwijst naar de nabij gelegen landtong, die waarschijnlijk een oude Rijnloop markeert. Komende vanaf de Croeselaan boog de sloot eerst in een flauwe bocht van 200 m naar het westen, richting boerderij. Voorbij de hoeve meanderde het water vervolgens ruim 500 m naar het zuiden voordat het zich verder naar het westen (De Meern) voortzette. In feite was deze slingerende sloot een voortzetting van de Lijnpadsloot, die begon in het zuiden van de Catharijnesingel.

## Nageschiedenis
Door de aanleg van het Merwedekanaal in de jaren 80 van de 19e eeuw werd de nes van Lubbenes doorsneden. Van het deel ten noordoosten van het kanaal bleef tot 1928 alleen het stukje sloot en pad tussen de Croeselaan en hoeve Lubbenes intact. Het deel aan de overzijde van het kanaal hield ongewijzigd stand tot de jaren 50. De halfronde sloot bakende daar het terrein af van Apparatenfabriek Coq (Kanaalweg 72). Door voortschrijdende bebouwing langs het kanaal werd dit terrein geleidelijk rechtgetrokken, waardoor dit stukje oude Rijnloop verdween.